# Turbinaria reniformis
Turbinaria reniformis là một loài san hô trong họ Dendrophylliidae. Loài này được Bernard mô tả khoa học năm 1896.

## Hình ảnh

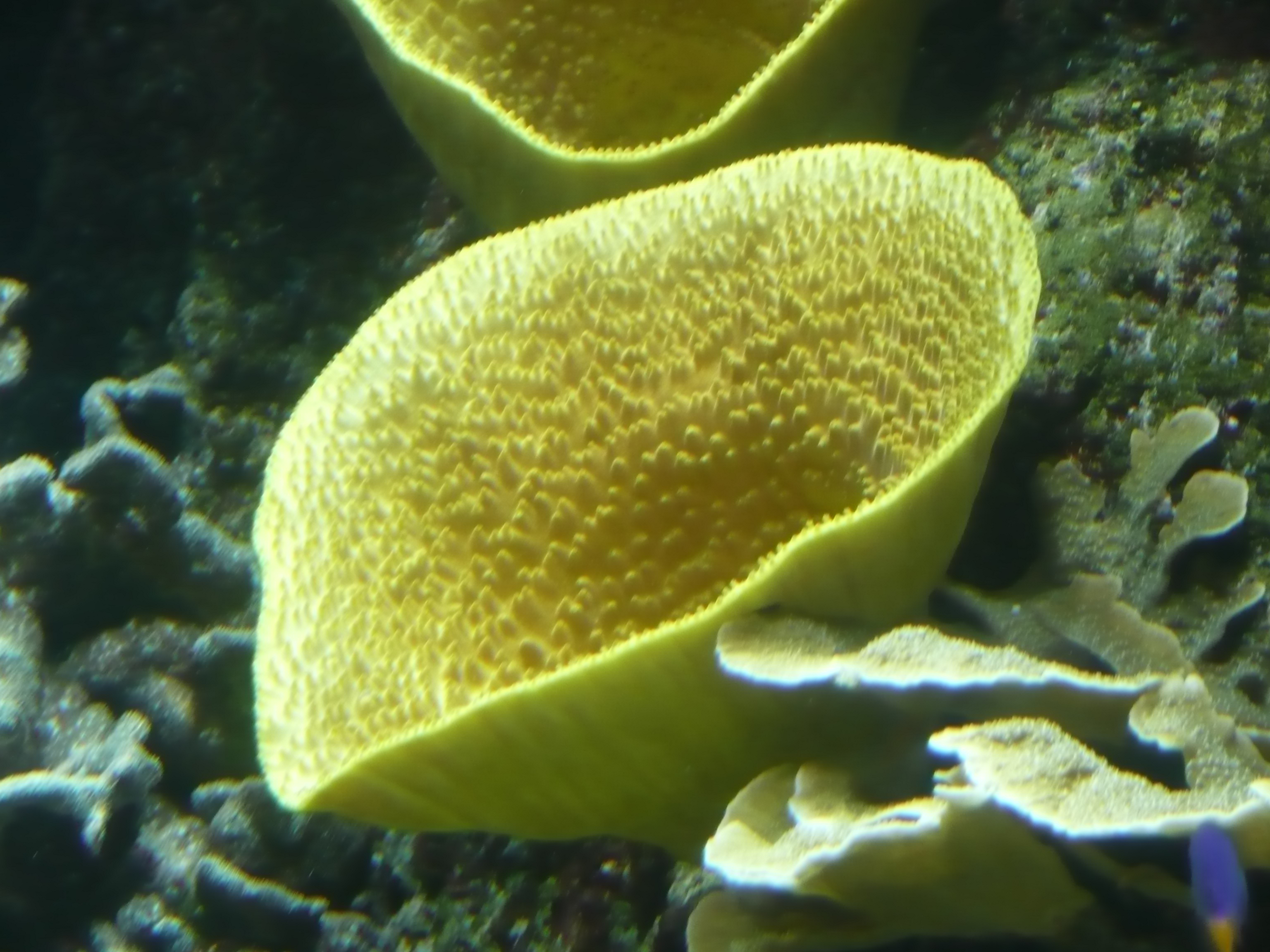
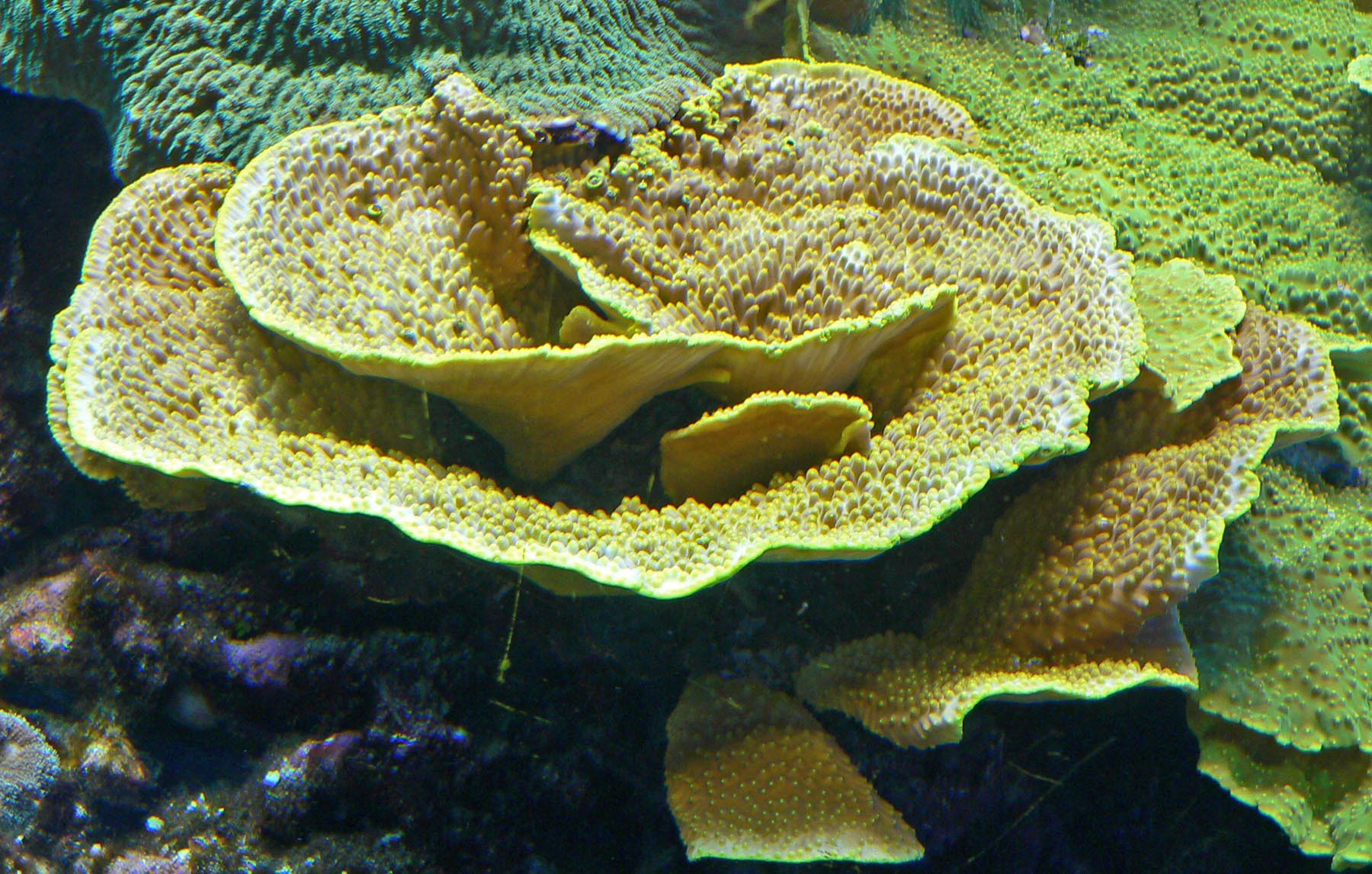